# 218 (numero)
Duecentodiciotto (218) è il numero naturale dopo il 217 e prima del 219.

## Proprietà matematiche
- È un numero pari.
- È un numero composto con i seguenti divisori: 1, 2, 109, 218. Poiché la somma dei suoi divisori (escluso il numero stesso) è 112 < 218, è un numero difettivo.
- È un numero semiprimo.
- È un numero nontotiente.
- È un numero noncototiente.
- È un numero odioso.
- È il numero di diagrafi con 4 nodi.
- M(218) = 3, un valore insolitamente alto.
- È il numero di modi non equivalenti per rotazione di colorare i 12 spigoli di un cubo usando due colori.
- È parte delle terne pitagoriche (120, 182, 218), (218, 11880, 11882).
- È un numero palindromo nel sistema di numerazione posizionale a base 9 (262).

## Astronomia
- 218P/LINEAR è una cometa periodica del sistema solare.
- 218 Bianca è un asteroide della fascia principale del sistema solare.

## Astronautica
- Cosmos 218 è un satellite artificiale russo.

## Altri ambiti
- L'additivo alimentare E218 è il conservante metilparaben.
- +218 è il prefisso telefonico internazionale della Libia.
- È il numero di voti necessario per ottenere la maggioranza assoluta nella camera dei rappresentanti degli Stati Uniti.